# Párdi Imre
Párdi Imre (Tatabánya, 1922. április 16. – 2009. április) magyar baloldali politikus, az Országos Tervhivatal elnöke (1967–1973), több mint két évtizeden át az MSZMP KB tagja.

## Élete
Bányászcsaládból származik, szülővárosában négy polgári osztályt végzett. Fiatalabb korában, 1945-ig géplakatos volt, majd még abban az évben belépett a Magyar Kommunista Pártba, onnantól a politikai ranglétrán igyekezett felfelé haladni. Az 1940-es évek végén már a Magyar Dolgozók Pártja (MDP) tatabányai első titkára volt, majd 1950 februárjától 1951-ig a párt Komárom megyei szervezetében, 1952-től 1956-ig pedig a Veszprém megyei pártbizottságban töltött be ugyanilyen tisztséget. Közben, 1951–1952-között egy egyéves pártfőiskolai képzést is elvégzett.
Az 1956-os forradalom leverése után néhány hónapon át az újonnan megalakított Magyar Szocialista Munkáspárt (MSZMP) Komárom megyei intézőbizottságának elnöki tisztségét töltötte be, illetve pártszervezőként tevékenykedett a szülővárosában. 1959-től az MSZMP Államgazdasági Osztályán lett osztályvezető-helyettes, 1961. december 5. és 1966. december 3. közt ugyanott osztályvezető, majd 1967. április 12-éig, illetve 1973. június 27. és 1978. április 20. között az MSZMP Központi Bizottsága (KB) Gazdaságpolitikai Osztályát vezette.
1967. április 14-ével ért fel pályája csúcsára, amikor is az Országos Tervhivatal elnökévé nevezték ki; e feladatát valamivel több mint hat éven keresztül, 1973. április 29-ig látta el. Pártkarrierje is az 1960-1970-es években tetőzött: 1962. november 14-től egészen 1985. március 28-ig volt az MSZMP Központi Bizottságának tagja. Korábban egy időben – 1949. május 15. és 1958. szeptember 26. között – országgyűlési képviselő is volt, mandátumát a Magyar Függetlenségi Népfront Fejér és Komárom-Esztergom, illetve Veszprém megyei listáján szerezte.

## Díjai, elismerései
- Munka Érdemrend arany fokozata (1965; 1970)[3][4]
- A Munka Vörös Zászló Érdemrendje (1972; 1978)